# Pavlikeni (huyện)
Pavlikeni là một huyện thuộc tỉnh Veliko Tarnovo, Bungaria. Dân số thời điểm năm 2001 là 31312 người.